# Coprinopsis picacea
Coprinopsis picacea  (Pierre Bulliard, 1785 ex Scott Alan Redhead, Rytas Vilgalys și Juan Rodriguez Moncalvo, 2001), sin.  Coprinus picaceus (Pierre Bulliard ex Samuel Frederick Gray, 1821), din încrengătura Basidiomycota în familia Psathyrellaceae și de genul Coprinopsis este o ciupercă necomestibilă, cunoscută în popor sub denumirea buretele ciocănitoarei sau coprin pestriț, fiind o specie saprofită care crește solitar, dar totuși relativ des întâlnită, găsită în România, Basarabia și Bucovina de Nord pe soluri calcaroase, mai rar pe cele argiloase, în păduri de fagi precum în păduri călduroase de stejari și carpeni, din august până în octombrie (noiembrie).

## Descriere

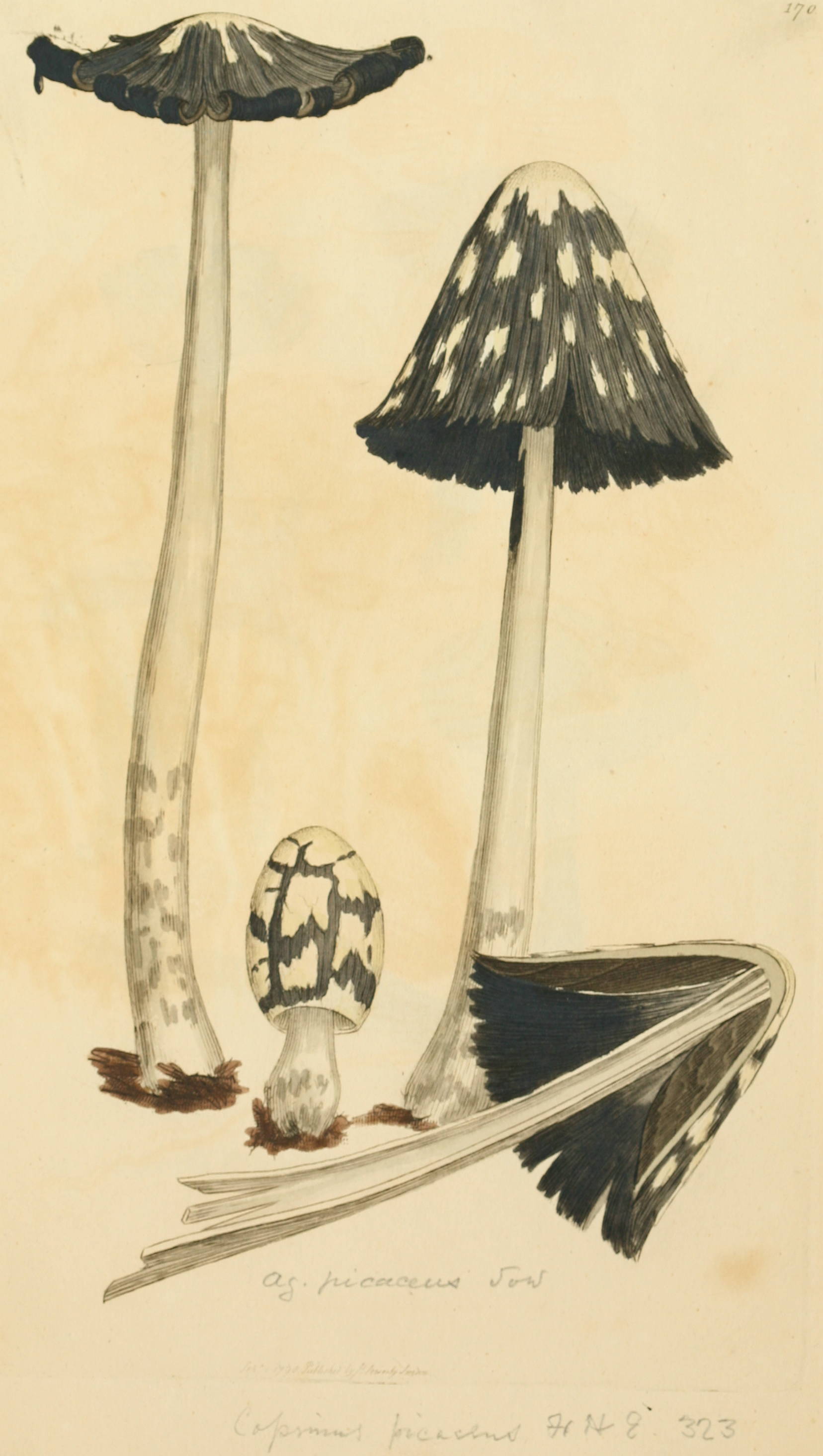

- Pălăria: are un diametrul de 1,5-4 (8) cm și o înălțime până la 12 cm, este în tinerețe ovală, după care devine conică, la maturitate fiind asemeni unui clopot, apoi cu marginea crăpată și curbată în sus. Cuticula este brăzdată de numeroase nervuri subțiri radiale. Coloritul tinde între brun-negricios, castaniu și gri-sepia, fiind acoperită în tinerețe complet de un văl albicios, care odată cu dezvoltarea ciupercii se rupe, oferind pălăriei un aspect pătat.
- Lamelele: sunt libere, foarte dese, cu muchii ușor flocoase, de culoare albă, apoi gri-albicioasă, mai târziu roză. La bătrânețe devin negricioase și se lichefiază.
- Piciorul: are o lungime de 10-15 (25) cm și o grosime de 0,7-1,5 cm, este fragil, gol pe dinăuntru, fin fibros, cilindric, îngustându-se spre pălărie, fiind la bază solzos și adesea îngroșat, de colorit cenușiu-albicios precum ușor flocos pe toată suprafața.
- Carnea: este albicioasă și fibros-apoasă, cu miros scârbos de mucegai, la maturitate de bitum sau naftalină și gust neplăcut. Ea se lichefiază la bătrânețe.
- Caracteristici microscopice: are spori elipsoidali, negri, cu o mărime de 14-18,5 x 10-13 microni. [4][5][6]

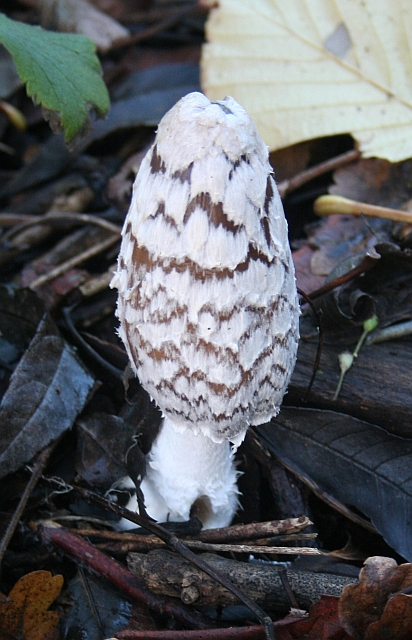
C. picacea tânăr
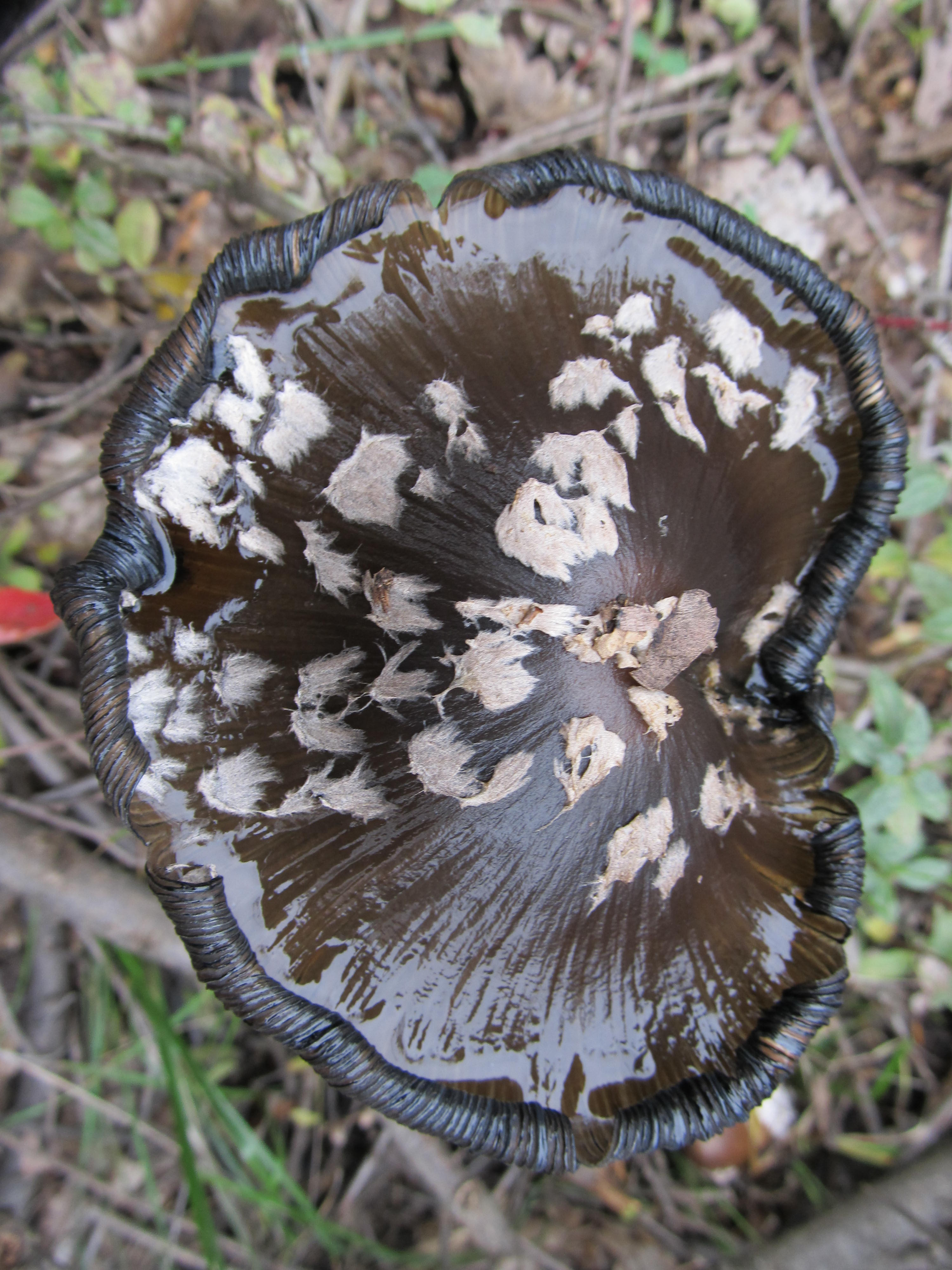
C. picacea bătrân
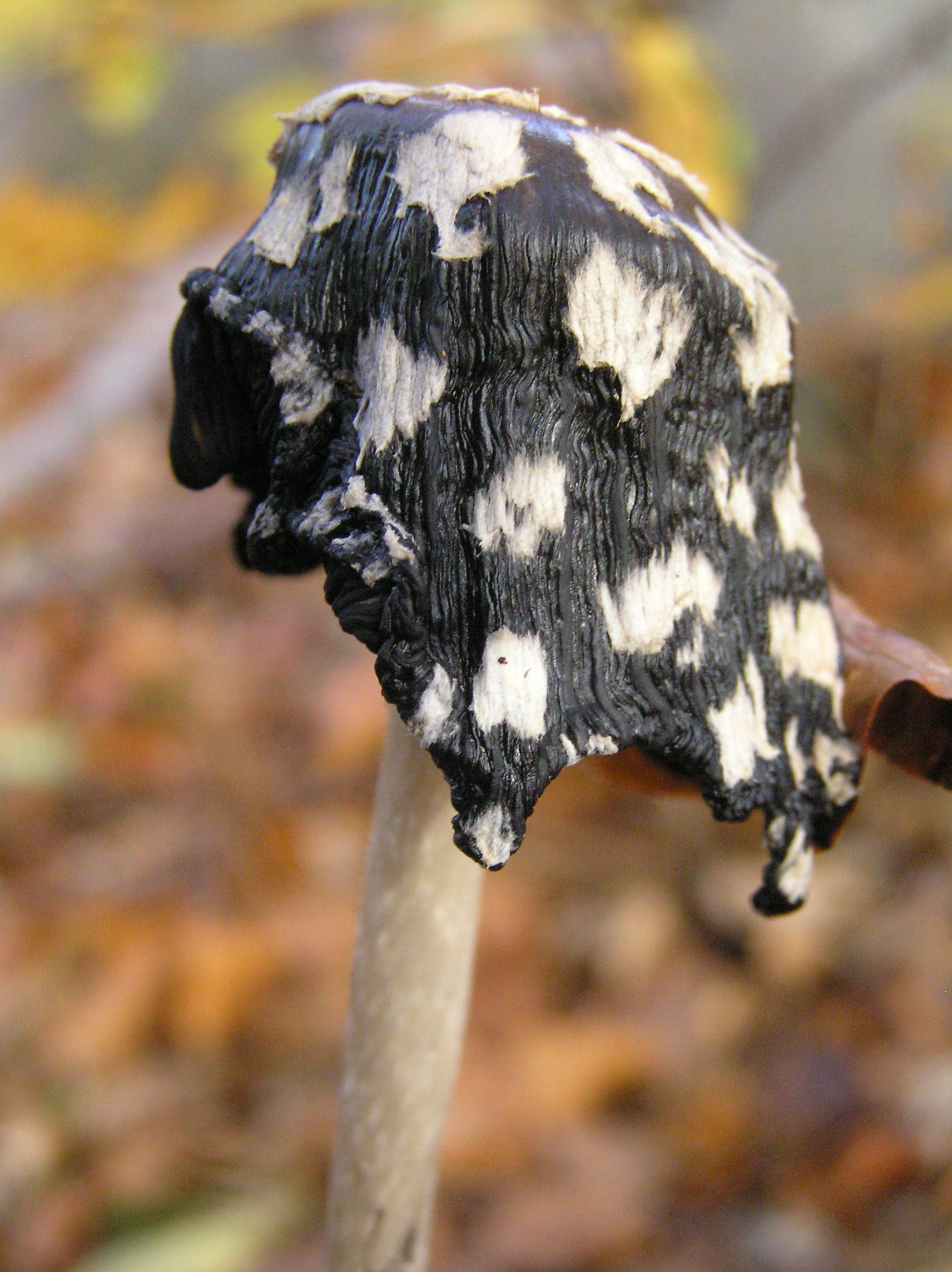
C. picacea în lichidare
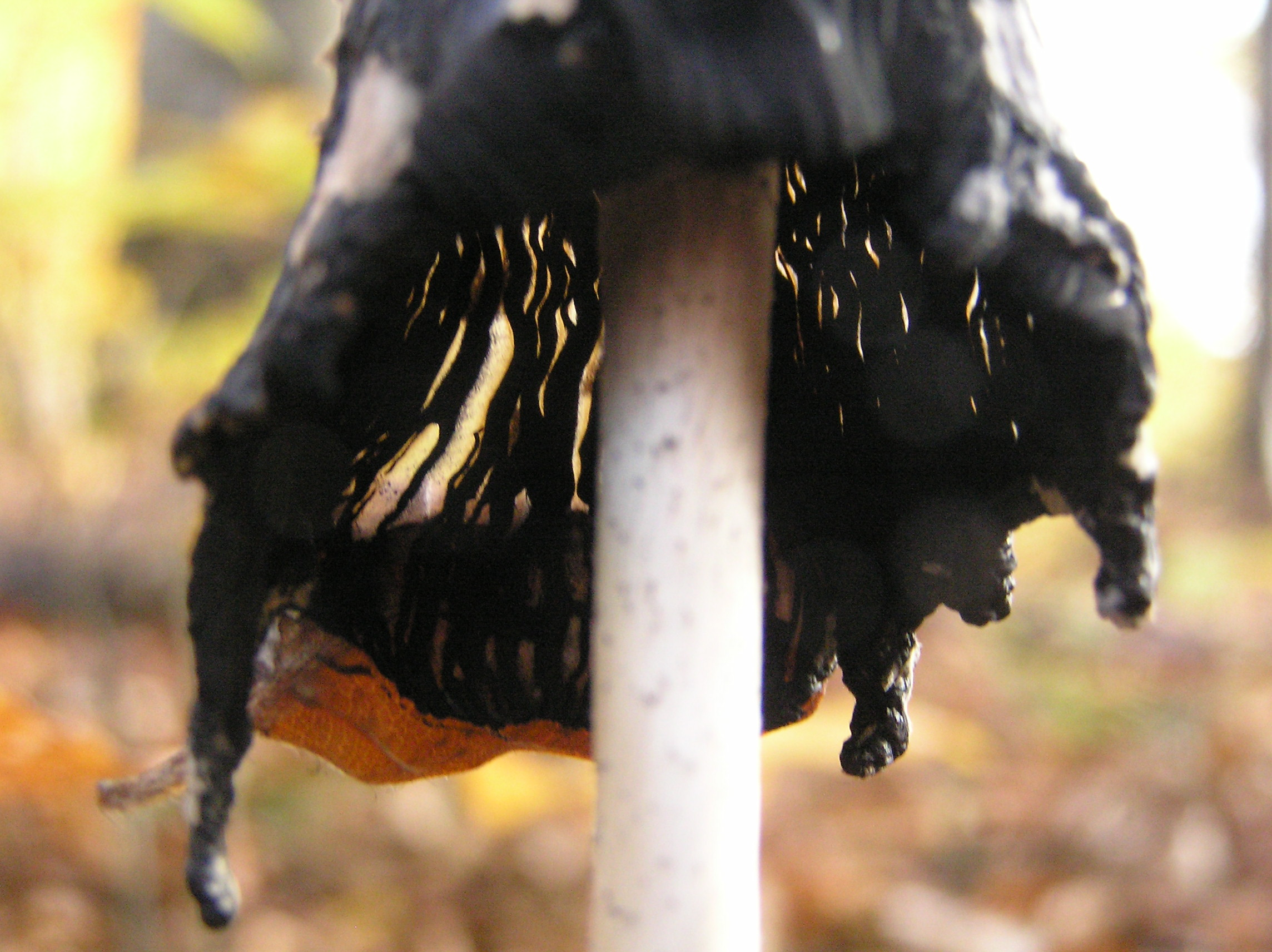
C. picacea, cerneală

## Confuzii
Acest burete nu poate fi confundat cu speciile altor genuri din cauza calităților sale, poate cu excepția necomestibilului Coprinellus domesticusus. Prin cuticula sa frapantă precum mirosului dezagreabil, el se deosebește și destul de mult de alte soiuri. Coprinus/Coprinellus/Coprinopsis.

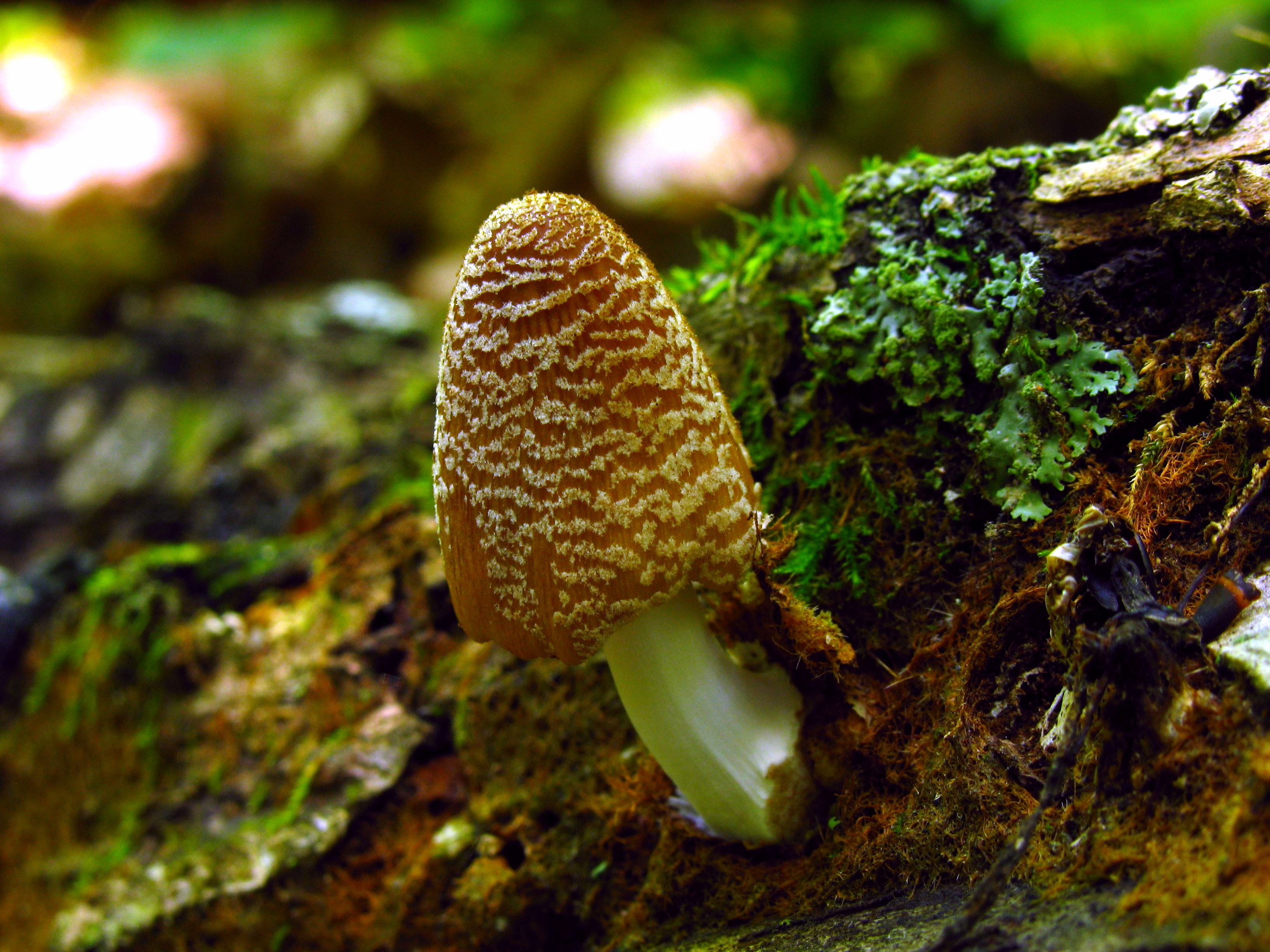
!Coprinellus domesticus!